# Papaoutai
"Papaoutai" (Papa, où t'es?, em francês: "Papai, onde você está?") é uma música escrita e interpretada pelo cantor belga Stromae. A música foi lançada em formato de download digital na Bélgica em 13 de maio de 2013 como um single principal do seu segundo álbum de de estúdio Racine carrée. A canção alcançou o primeiro lugar na Bélgica e na frança e se tornou o single mais vendido de 2013 na Bélgica. É uma das canções de maior sucesso do cantor até hoje.
O videoclipe da música foi a canção francófona mais vista no YouTube até 2023, quando foi ultrapassada pela canção de Indila "Dernière danse" (em português: "Última dança").
Se tornou o segundo vídeo em francês a ultrapassar 1 bilhão de visualizações em 27 de agosto de 2023.

## Clipe da música
O videoclipe que acompanha o lançamento de "Papaoutai" foi dirigido por Adam Nael e lançado no YouTube em 6 de junho de 2013 com uma duração total de três minutos e cinquenta e dois segundos. O vídeo mostra um menino (interpretado por Karl Ruben Noel tentando interagir com seu pai (interpretado por Stromae), que fica imóvel, sua expressão e corpo lembrando os de um manequim. Pai e filho estão vestidos com roupas idênticas, consistindo em camisas e shorts estampados de forma berrante, meias até o joelho e gravata borboleta laranja. O vídeo tem o ambiente e a decoração estilo da década de 1950. O menino olha ansiosamente pela janela para outros pais e filhos que também usam roupas combinando que os identificam como pares: uma mãe e uma filha vestidas de forma semelhante a Dorothy Gale em O Mágico de Oz dançam enquanto passeiam com seus cães idênticos; um lixeiro e seu filho coletam lixo juntos enquanto fazem outra dança; enquanto outro pai (interpretado por Ceasare "Tight Eyez" Willis, um dos criadores de Krumping) faz uma dança agressiva e ameaçadora em seu filho relutante antes que o menino finalmente comece a imitá-lo.
Frustrado, o filho faz várias danças na frente do próprio pai até que um de seus esforços provoca o pai a sorrir. Do lado de fora, pai e filho fazem sua própria dança juntos, mas logo é revelado que o menino está dançando sozinho e seu pai ainda está rígido e sem resposta. Frustrado, o filho se junta a Stromae no sofá, assumindo uma posição rígida e sem vida idêntica à de seu pai.

## Significado
O título da música é uma espécie de abreviação da frase "Papa, où t'es?", que quer dizer "Papai, onde você está?. Empapaouter" também significa "enganar alguém" na gíria antiga.
O cerne da música é sobre um garoto que vive com sua mãe que suspeita que algo está errado quando ele não vê mais o seu pai. Então a mãe inventa desculpas para tentar impedir que o narrador descubra a verdade sobre o paradeiro do seu pai, da qual nem mesmo a mãe tem conhecimento.
Muitos fãs de Stromae assimilam essa música com a história de seu pai. o próprio cantor declara em 2019: "Meu pai nunca esteve lá pra mim. Ele foi embora imediatamente. Ele era um corredor, um flertador. Eu descobri muito mais tarde que eu tinha meio-irmãos. Ele era um arquiteto que ia e voltava entre Bélgica e Ruanda. Eu devo tê-lo visto umas vinte vezes na minha vida, e ele morreu durante o genocídio de Ruanda".